# 두남자쇼
《두남자쇼》는 SBS에서 제작·방영되었던 화요일 밤 11시 5분에 방영되었던 연예, 스포츠계 화제 인물을 초대하여 이야기를 나누는 토크 쇼 프로그램이었다. 진행자는 유정현, 신동엽이다.
한편, 이 프로그램은 배우 윤다훈과 방송인 신동엽이 첫 회부터 공동 진행을 맡아왔으나 윤다훈이 자사 SBS 드라마스페셜 수호천사에 캐스팅되면서 빠지자 유정현 전 아나운서가 2001년 3월 20일부터 후임으로 들어왔는데 케이블 TV를 베꼈다는 의혹을 사야 했다.
아울러, 2001년 11월 13일 방영분에서는 박경림 김희선이 게스트로 출연했는데 이 날 방송분에서 박경림의 농담 한마디 탓인지 박경림 뿐 아니라 담당 연출자가 박경림이 광고모델로 활동한 화장품 회사로부터 신용 및 명예훼손 혐의로 서울지검 남부지청에 고소를 당해야 했으며 윤다훈 하차 후 유일하게 남은 원년멤버 신동엽과의 계약만료에 따라 2001년 11월 27일 방영분을 끝으로 막을 내려야 했다.
이와 더불어, 대마초를 피우다가 구속된 뒤 한동안 방송활동을 중단했던 신동엽이 10개월 만에 해당 프로그램 MC를 맡아 논란을 빚어왔고 신동엽은 2003년 가을개편부터 예능 프로그램 활동을 잠정 중단하기도 했다.

## 방송 시간
| 방송 채널 | 방송 기간                          | 방송 시간                      | 방송 분량  | 비고 |
| --------- | ---------------------------------- | ------------------------------ | ---------- | ---- |
| SBS TV    | 2000년 10월 31일 ~ 2001년 8월 7일  | 화요일 밤 10시 55분 ~ 12시 5분 | 1시간 10분 |      |
| SBS TV    | 2001년 8월 14일 ~ 2001년 11월 27일 | 화요일 밤 11시 5분 ~ 12시 15분 | 1시간 10분 |      |

## 결방
- 2000년 11월 14일 - 8시 50분부터 창사 10주년 3부작 특집극 《은사시나무》편성[7]
- 2001년 1월 23일 - 10시부터 설 특선영화 《리쎌웨폰4》 편성[8]
- 2001년 10월 2일 - 추석특선영화 《반칙왕》 편성[9]

## 역대 진행자
- 신동엽 - 메인MC
- 유정현
- 윤다훈